# Dekanat Słonim
Dekanat Słonim – jeden z 16 dekanatów diecezji grodzieńskiej na Białorusi. W jego skład wchodzi 9 parafii. 

## Lista parafii
| Lp. | Miejscowość / parafia                                          | Proboszcz / administrator | Kościół                                                              | Zdjęcie |
| --- | -------------------------------------------------------------- | ------------------------- | -------------------------------------------------------------------- | ------- |
| 1   | Słonim-Albertyn Parafia Matki Bożej Królowej Pokoju            |                           | Kościół Matki Bożej Królowej Pokoju w Słonimie                       |         |
| 2   | Dereczyn Parafia Wniebowzięcia Najświętszej Maryi Panny        |                           | Kościół Wniebowzięcia Najświętszej Maryi Panny w Dereczynie          |         |
| 3   | Łukonica Parafia św. Michała Archanioła                        |                           | Kościół św. Michała Archanioła w Łukonicy                            |         |
| 4   | Międzyrzecze Parafia Zwiastowania Najświętszej Maryi Panny     |                           | Kościół Zwiastowania Najświętszej Maryi Panny w Międzyrzeczu         |         |
| 5   | Dziewiątkowicze Nowe Parafia Świętych Apostołów Piotra i Pawła |                           | Kościół Świętych Apostołów Piotra i Pawła w Dziewiątkowiczach Nowych |         |
| 6   | Sielawicze Parafia św. Barbary                                 |                           | Kościół św. Barbary w Sielawiczach                                   |         |
| 7   | Słonim Parafia św. Andrzeja                                    |                           | Kościół św. Andrzeja w Słonimie                                      |         |
| 8   | Słonim Parafia Niepokalanego Poczęcia Najświętszej Maryi Panny |                           | Kościół Niepokalanego Poczęcia Najświętszej Maryi Panny w Słonimie   |         |
| 9   | Zelwa Parafia Trójcy Przenajświętszej                          |                           | Kościół Trójcy Przenajświętszej w Zelwie                             |         |